# Mare of Easttown
Mare of Easttown é uma minissérie estadunidense criada por Brad Ingelsby e estrelada pela atriz britânica Kate Winslet. A minissérie estreou no canal HBO em 18 de abril de 2021 e ficou no ar até 30 de maio do mesmo ano.

## Enredo
Nos subúrbios de Filadélfia, uma detetive chamada Mary-Ann "Mare" Sheehan (Kate Winslet), investiga o recente assassinato de uma mãe adolescente enquanto tentava evitar que sua própria vida desmoronasse. Mare é uma heroína local, tendo sido a estrela de um jogo de campeonato de basquete do colégio há 25 anos. Ela também está tentando resolver outro caso de assassinato há um ano, levando muitos na comunidade a ter uma visão obscura de suas habilidades de detetive. Seus problemas pessoais incluem um divórcio, um filho perdido por suicídio e uma nora viciada em heroína lutando pela custódia do neto de Mare.

## Elenco
| Intérprete            | Personagem           |
| --------------------- | -------------------- |
| Kate Winslet          | Mare Sheehan         |
| Julianne Nicholson    | Lori Ross            |
| Jean Smart            | Helen                |
| Angourie Rice         | Siobhan Sheehan      |
| Evan Peters           | Detetive Colin Zabel |
| Cailee Spaeny         | Erin McMenamin       |
| David Denman          | Frank Sheehan        |
| John Douglas Thompson | Chefe Carter         |
| Patrick Murney        | Kenny McMenamin      |
| Ben Miles             | Richard Ryan         |
| James McArdle         | Deacon Mark Burton   |
| Sosie Bacon           | Carrie Layden        |
| Joe Tippett           | John Ross            |
| Neal Huff             | Padre Dan Hastings   |

## Episódios
| N.º na série | N.º na temp. | Título original          | Dirigido por | Escrito por   | Exibição original   | Audiência (milhões) |
| ------------ | ------------ | ------------------------ | ------------ | ------------- | ------------------- | ------------------- |
| 1            | 1            | "Miss Lady Hawk Herself" | Craig Zobel  | Brad Ingelsby | 18 de abril de 2021 | 0,600               |
| 2            | 2            | "Fathers"                | Craig Zobel  | Brad Ingelsby | 25 de abril de 2021 | 0,735               |
| 3            | 3            | "Enter Number Two"       | Craig Zobel  | Brad Ingelsby | 2 de maio de 2021   | 0,918               |
| 4            | 4            | "Poor Sisyphus"          | Craig Zobel  | Brad Ingelsby | 9 de maio de 2021   | 1,049               |
| 5            | 5            | "Illusions"              | Craig Zobel  | Brad Ingelsby | 16 de maio de 2021  | 1,064               |
| 6            | 6            | "Sore Must Be The Storm" | Craig Zobel  | Brad Ingelsby | 23 de maio de 2021  | 1,210               |
| 7            | 7            | "Sacrament"              | Craig Zobel  | Brad Ingelsby | 30 de maio de 2021  | 1,520               |

## Produção
Foi anunciado em janeiro de 2019 que Kate Winslet havia sido escalada para estrelar a minissérie. Brad Ingelsby, criador da série, escreverá todos os episódios, com direção de Gavin O'Connor. Em setembro, o elenco foi finalizado com Julianne Nicholson, Jean Smart, Angourie Rice, Evan Peters, Cailee Spaeny e David Denman.
John Douglas Thompson, Patrick Murney, Ben Miles, James McArdle, Sosie Bacon, Joe Tippett, Neal Huff foram escalados em outubro. Em fevereiro de 2021, Guy Pearce se juntou ao elenco, substituindo Miles em seu papel. No mesmo mês, Mackenzie Lansing, Kate Arrington, Ruby Cruz, Elisa Davis, Enid Graham, Justin Hurtt-Dunkley, Izzy King, Jack Mulhern, Anthony Norman, Drew Scheid e Madeline Weinstein foram escalados para a série limitada.

## Lançamento
A minissérie será lançada em 18 de abril de 2021.

## Recepção
Mare of Easttown recebeu aclamação da crítica. No agregador de resenhas Rotten Tomatoes, a série tem um índice de aprovação de 92% com base em 72 resenhas, com uma classificação média de 7,97/10. O consenso dos críticos do site diz: "Com base na melhor carreira de Kate Winslet, as ambições de Mare of Easttown às vezes excedem seu alcance, mas seu mistério central é sustentado por um forte senso de lugar e caráter que quase não importa." No Metacritic, a série tem uma pontuação média ponderada de 81 em 100 com base nas avaliações de 38 críticos, indicando "avaliações geralmente positivas".
Inkoo Kang do The Hollywood Reporter deu uma crítica principalmente positiva, e chamou de "irregular, mas com um suspense magistral".